# Задубровский сельсовет
Задубровский сельсовет — административная единица на территории Витебского района Витебской области Республики Беларусь. Административный центр — агрогородок Задубровье.

## Состав
Задубровский сельсовет включает 27 населённых пунктов:
- Автушково — деревня
- Белики — деревня
- Большая Любщина — деревня
- Ботаничи — деревня
- Гора — деревня
- Гунченки — деревня
- Задубровье — агрогородок
- Застенки — деревня
- Иваньково — деревня
- Каменка — деревня
- Коровка — деревня
- Кравцово — деревня
- Краски — деревня
- Круподёры — деревня
- Лемница — деревня
- Лозоватка — деревня
- Малая Любщина — деревня
- Орешенки — деревня
- Пенкловичи — деревня
- Присушино — деревня
- Прудники — деревня
- Рыбаки — деревня
- Саловичи — деревня
- Слобода — деревня
- Трущи — деревня
- Храпольно — деревня
- Шауры — деревня

## Факты
24 из 27 населённых пунктов сельсовета обслуживаются автолавкой.